# Фудбалски савез Америчких Девичанских Острва
Фудбалски савез Америчких Девичанских Острва (енгл. U.S. Virgin Islands Soccer Association (USVISA)) је фудбалски савез Девичанских острва Сједињених Држава. Фудбалски савез је основан 1987. године и исте године постао је члан КОНКАКАФа. Члан ФИФАе је постао 1998. Седиште савеза је у Кристијанстеду, на острву Сент Крој.
Организује (USVISA), између осталог, Шампионат Девичанских Острва (мушко клупско такмичење). Фудбалска федерација је такође одговорна за фудбалску репрезентацију Сједињених Држава на Девичанским острвима.